# Ilex pseudotheezans
Ilex pseudotheezans är en järneksväxtart som beskrevs av Ludwig Eduard Loesener. Ilex pseudotheezans ingår i släktet järnekar, och familjen järneksväxter. Inga underarter finns listade i Catalogue of Life.